# Metheny/Mehldau
Metheny/Mehldau från 2006 är ett duoalbum med gitarristen Pat Metheny och pianisten Brad Mehldau . På två av spåren är duon utökad till en kvartett.

## Låtlista
Musiken är skriven av Pat Metheny om inget annat anges.
1. Unrequited (Brad Mehldau) – 5:01
2. Ahmid-6 – 6:35
3. Summer Day – 6:25
4. Ring of Life – 7:35
5. Legend (Brad Mehldau) – 7:02
6. Find Me in Your Dreams – 6:08
7. Say the Brother's Name – 7:14
8. Bachelors III – 7:25
9. Annie's Bittersweet Cake (Brad Mehldau) – 5:33
10. Make Peace – 7:07

## Medverkande
- Pat Metheny – gitarr
- Brad Mehldau – piano
- Larry Grenadier – bas (spår 4, 7)
- Jeff Ballard – trummor (spår 4, 7)